# Южилин, Александр Григорьевич
Алекса́ндр Григо́рьевич Южи́лин (5 [18] августа 1917 — 11 января 1976) — советский военный лётчик, командир авиационной части, Герой Советского Союза, участник Великой Отечественной войны в должности командира звена 9-го гвардейского авиационного полка 7-й гвардейской авиационной дивизии 3-го гвардейского авиационного корпуса авиации дальнего действия.

## Биография
Родился 5 (18) августа 1917 в селе Рыбушка (ныне — Гагаринский район Саратовской области). Окончил 9 классов 3-й советской трудовой школы второй ступени — Гимназия № 1 (Саратов).

Гимназия № 1 (Саратов), мемориальные доски

В рядах Красной Армии с 1937 года. Окончил Энгельсское военное авиационное училище. В годы Великой Отечественной войны воевал в составе авиации дальнего действия. В 1943 году вступил в ВКП(б).
По состоянию на апрель 1944 года командиром звена 9-го гвардейского авиационного полка 7-й гвардейской авиационной дивизии 3-го гвардейского авиационного корпуса авиации дальнего действия А. Г. Южилиным было совершено 265 боевых вылета, в ходе которых был нанесён значительный урон живой силе и боевой технике противника. В воздушных боях сбил три истребителя.
Указом Президиума Верховного Совета СССР от 19 августа 1944 года за проявленные доблесть и героизм капитану Южилину Александру Григорьевичу присвоено Звание Героя Советского Союза с вручением ордена Ленина и медали «Золотая Звезда» (№ 4420).
После войны А. Г. Южилин продолжил службу в военной авиации, являлся командиром авиационной части. В 1955 году подполковник авиации А. Г. Южилин уволен в запас. Жил в городе Челябинске, работал контролёром на металлургическом заводе. Умер 11 января 1976 года.

## Награды
- Медаль «Золотая Звезда» Героя Советского Союза (19.08.1944);
- два ордена Ленина (1942 и 1944 гг.);
- два ордена Красного Знамени (1943);
- орден Красной Звезды (1953);
- медали, в том числе:
  - медаль «За боевые заслуги» (1948);
  - медаль «За оборону Ленинграда»;
  - медаль «За оборону Москвы»;
  - медаль «За оборону Сталинграда»;
  - Медаль «За победу над Германией в Великой Отечественной войне 1941—1945 гг.»;
  - Медаль «За победу над Японией».

## Память
- Похоронен в Челябинске на Успенском (Цинковом) кладбище (квартал 26А). На могиле установлен памятник.
- В 1983 году в Полтаве (Украина) установлен Памятный знак с именами лётчиков авиации дальнего действия (в том числе и А. Г. Южилина).